# 香港一毫紙幣

香港拾分紙幣（1945年）

香港拾分紙幣（1961年）

一毫紙幣是一種以往流通的香港貨幣，面額為$0.1港元。

## 歷史
因第二次世界大戰戰事逼近香港，市面輔幣短缺，香港政府於1941年5月以發行一毫紙幣，雙面印刷。1945年香港重光後，市面輔幣仍然短缺，乃發行一毫紙幣，單面印刷，上印有面值和英皇喬治六世的肖像。1961年，亦因市面輔幣短缺，港府再度發行一毫紙幣，設計與1945年之版本無異，但改印上英女皇伊利沙伯二世之肖像。一毫紙幣至1969年9月1日時才不再為法定貨幣。

## 發行記錄（全部由當時政府發行）
- 1941年（並沒有印上日期）
- 1945年（喬治六世肖像）
- 1965年（伊麗莎白二世肖像，沒有印上日期）